# Usaghade
L'usaghade (ou isangele, usakade, usakedet), est une langue cross river parlée au Cameroun dans la Région du Sud-Ouest, le département du Ndian et l'arrondissement d'Isanguele, près de la côte.
Avec 10 000 locuteurs en 1990, c'est une langue en danger (statut 6b).